# Biblioteka łańcuchowa w Oleśnicy
Biblioteka łańcuchowa w Oleśnicy – księgozbiór założony w 1594 roku przez księcia Karola II Podiebradowicza. Zlokalizowany jest w pomieszczeniu pierwszej kondygnacji kruchty południowej bazyliki św. Jana Apostoła w Oleśnicy. Była to jedna z trzech bibliotek łańcuchowych powstałych na Śląsku, ale jako jedyna zachowała się w miejscu swego założenia. Nazwę zawdzięcza faktowi, iż księgi w niej przechowywane były przymocowywane łańcuchami.
Do XXI wieku przetrwało 239 ksiąg, które dzięki staraniom władz miasta, Uniwersytetu Wrocławskiego i rządu niemieckiego w latach 90. XX wieku przeszły prace konserwatorskie.

## Historia
Po objęciu władzy w księstwie oleśnickim książę Karol II Podiebradowicz kontynuował rozwój architektoniczny miasta w duchu renesansu. Przyczynił się nie tylko do rozbudowy zamku książęcego i kościoła zamkowego w Oleśnicy, ale także kontynuował przebudowę pałacu książąt oleśnickich we Wrocławiu. Książę kładł również nacisk na kwestie edukacji w księstwie. Zainicjował powstanie tzw. Gymnasium illustre, które nazywano również mianem Seminarium, a oferować miało wykształcenie w duchu renesansu. Jego otwarcia dokonano w 1594 roku.
Równolegle do otwarcia nowej szkoły, w tym samym roku, książę założył nową bibliotekę. Ulokowana została w pomieszczeniu nad wejściem do kościoła w kruchcie południowej. Biblioteka miała charakter publiczny, co oznacza, że korzystać z niej mogli duchowni, uczniowie i mieszkańcy miasta. Księgi przechowywano na regałach, a w związku z ich bardzo wysoką wartością przytwierdzano je łańcuchami w celu ochrony przed kradzieżą. W wypadku dużych ksiąg stosowano gruby łańcuch o długości łokcia śląskiego (ok. 60 cm). Mniejsze dzieła mocowano do krótszego łańcucha. Tylko bibliotekarz mógł odczepiać łańcuchy od drążka, nad pulpitem lub pod nim, po skończonej lekturze . Forma zabezpieczenia księgozbiorów w formie pulpitów łańcuchowych (łac. liber catenatus) została przejęta przez protestantów z katolickich uniwersytetów i klasztorów, które chciały zapobiec wynoszeniu drogich woluminów z bibliotek.
W 1905 roku doszło do katastrofy budowlanej podczas rozbudowy kościoła. Południowa kruchta nie została uszkodzona, jednak na czas remontu i odbudowy księgi zostały przeniesione do Zamku Książęcego. W tym czasie odnowiono pomieszczenie biblioteki wraz z regałami. W 1913 roku w zbiorze znajdowały się 352 księgi. Po II wojnie światowej istnienie biblioteki było utrzymywane w tajemnicy. W 1990 roku zinwentaryzowano już tylko 239 ksiąg. W latach 90. proboszczowie ks. Jan Suchecki, następnie ks. Władysław Ozimek wraz z organizacjami społecznymi przeprowadzili dezynsekcję biblioteki. Następnie w 1995 roku władze miejskie, Biblioteka Uniwersytecka we Wrocławiu i prorektor Uniwersytetu Wrocławskiego prof. dr hab. Władysław Dynak wystąpili do instytucji niemieckich z prośbą o pomoc w odrestaurowaniu i zabezpieczeniu zbiorów. Rząd niemiecki zaoferował grant, z pomocą którego w 1998 roku zakończono prace nad odrestaurowaniem ksiąg. Przy 52 z nich zachowały się jeszcze łańcuchy.
W zbiorach biblioteki wciąż znajdują się takie pozycje jak Biblia Marcina Lutra z 1541 roku wraz z innymi jego dziełami, wielojęzyczna Biblia Ariae Montaniego, Historia comitiorum Georga Coelestina, czy rozprawa astrologiczna Summa astrologiae iudicialis Johna Eastwooda z 1489 roku .

Jest to ostatnia zachowana biblioteka łańcuchowa w Europie Środkowej . Na Śląsku takie biblioteki istniały jeszcze we Wrocławiu, Brzegu, Legnicy i Złotoryi. Jednak w wypadku legnickiej wszystkie zbiory po II wojnie światowej wywieziono do Biblioteki Uniwersyteckiej we Wrocławiu, a księgi ze Złotoryi przeniesiono do Biblioteki Narodowej w Warszawie.

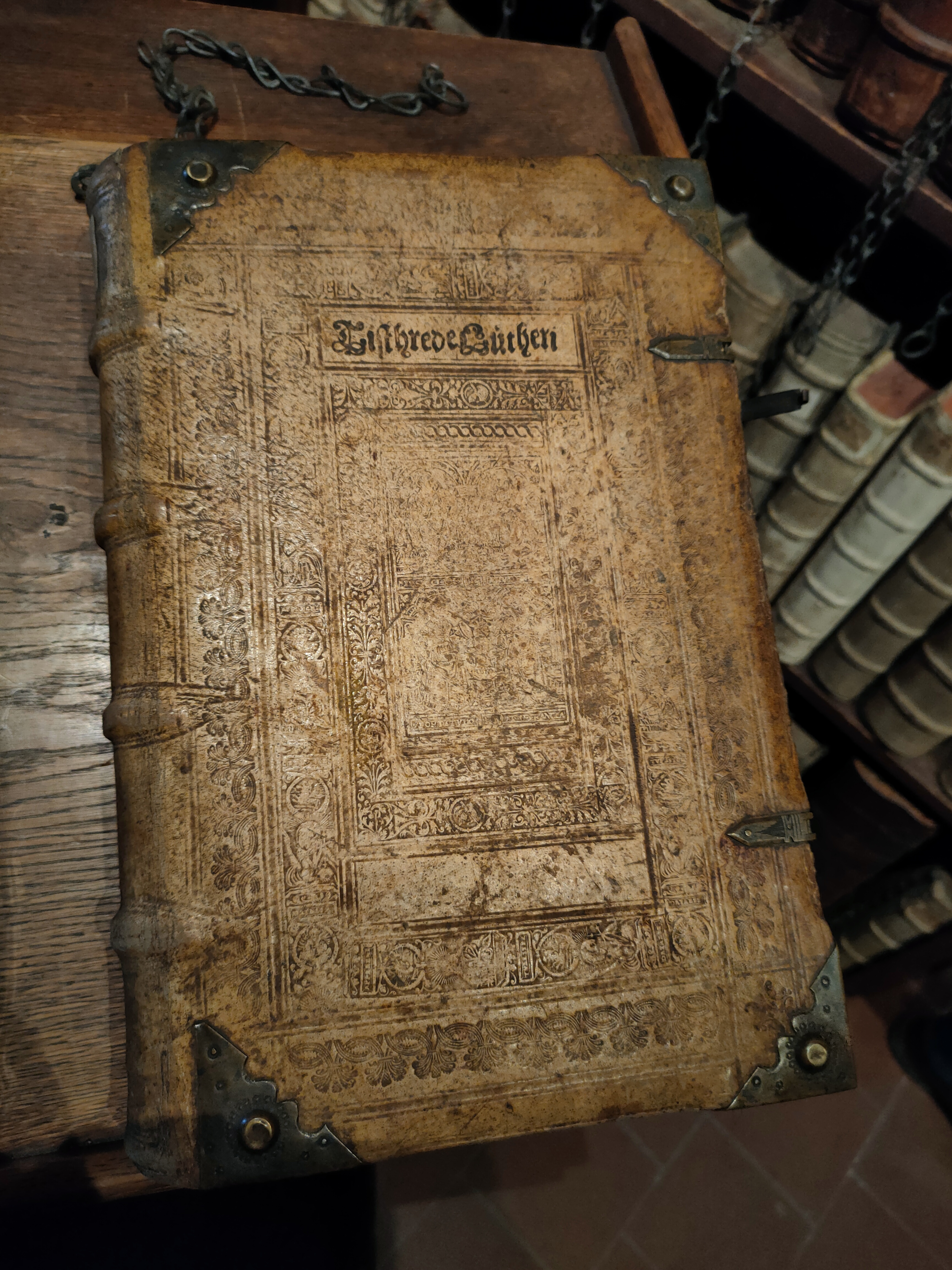
Rozmowy przy stole(inne języki) (niem. Tischreden): zbiór wypowiedzi Marcina Lutra przy jego domowym stole
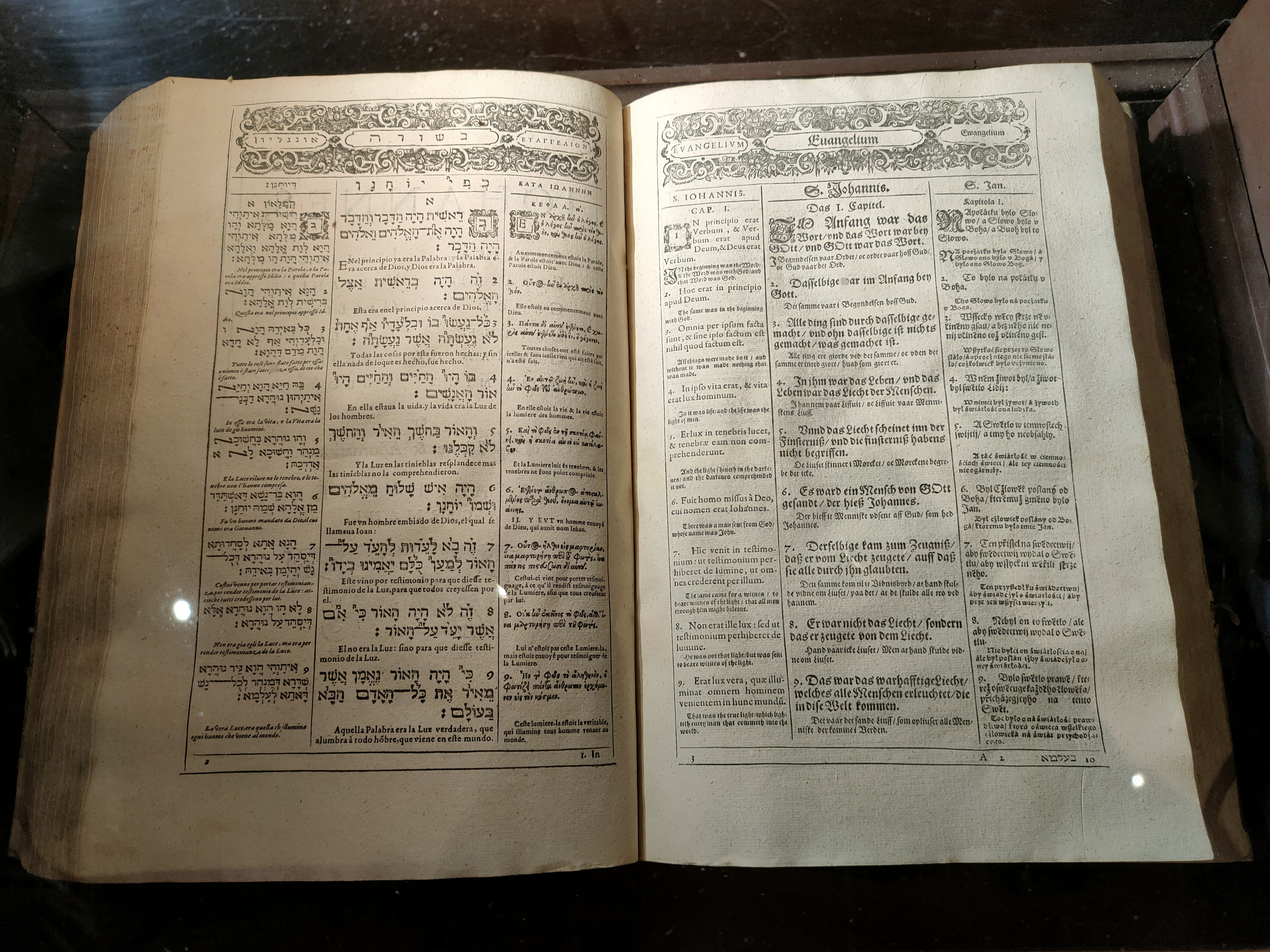
Wielojęzyczna Biblia
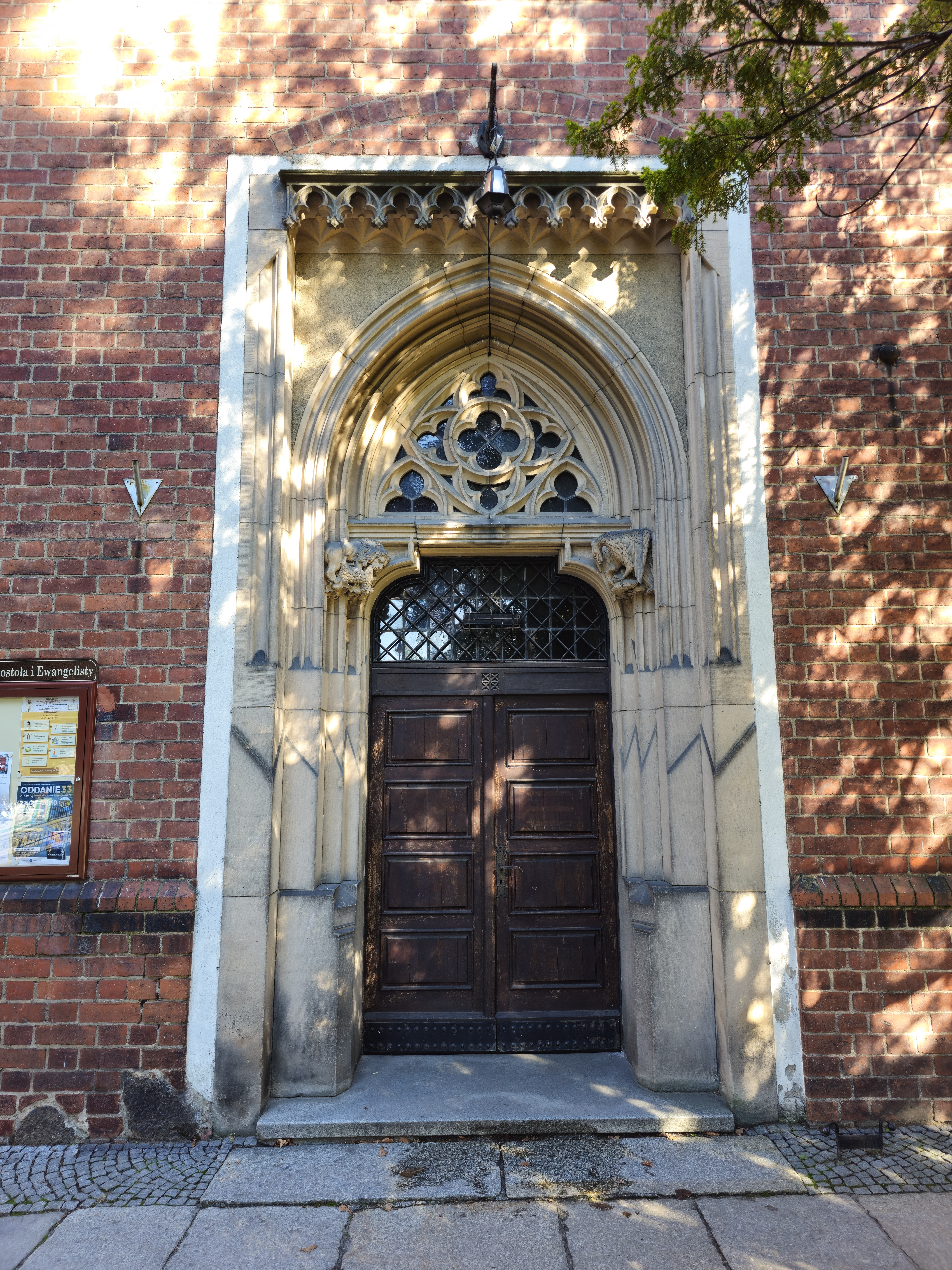
Portal wejściowy do kruchty